# Nastri d'argento 1980
La 35ª edizione dei Nastri d'argento si è tenuta nel 1980.

## Vincitori

### Regista del miglior film
- Federico Fellini - La città delle donne

### Migliore regista esordiente
- Maurizio Nichetti - Ratataplan

### Miglior produttore
- Franco Cristaldi e Nicola Carraro della Vides Cinematografica per il complesso della produzione

### Miglior soggetto originale
- Nanni Loy ed Elvio Porta - Café Express

### Migliore sceneggiatura
- Agenore Incrocci, Furio Scarpelli ed Ettore Scola - La terrazza

### Migliore attrice protagonista
- Ida Di Benedetto - Immacolata e Concetta - L'altra gelosia

### Migliore attore protagonista
- Nino Manfredi - Café Express

### Migliore attrice non protagonista
- Stefania Sandrelli - La terrazza

### Migliore attore non protagonista
- Tomas Milian - La luna

### Migliore attore esordiente
- Carlo Verdone - Un sacco bello

### Migliore attrice esordiente
- Isabella Rossellini - Il prato

### Migliore musica
- Fred Bongusto - La cicala

### Migliore fotografia
- Giuseppe Rotunno - La città delle donne

### Migliore scenografia
- Dante Ferretti - La città delle donne

### Migliori costumi
- Gabriella Pescucci - La città delle donne

### Regista del miglior film straniero
- Woody Allen - Manhattan